# Polystictus
Polystictus és un gènere d'ocells de la família dels tirànids (Tyrannidae). Agrupa dues espècies originàries d'Amèrica del Sud on es distribueixen de manera disjunta des del nord-est de Colòmbia i Guaiana fins al centre de l'Argentina i l'Uruguai. El nom en català els ve del nom de la família a la que pertanyen.

## Característiques
Els dos ocells d'aquest gènere són petits, mesuren entre 9,5 i 10,5 cm de longitud, força diferents entre si i tots dos ben distintius. Són trobats localment en àrees obertes amb pasturatges i escassos arbustos.

## Etimologia
El nom genèric Polystictus es compon de les paraules del grec antic «πολυς» («polus») que significa “molts”, i «στικτος» («stiktos») que significa “clapejat”, “puntejat”.

## Taxonomia
Aquest gènere va ser tractat anteriorment, per alguns autors, com Habrura.
Els amplis estudis genètic-moleculars realitzats per Tello et al. (2009) van descobrir una quantitat de relacions noves dins de la família Tyrannidae que encara no estan reflectides en la majoria de les classificacions. Seguint aquests estudis, Ohlson et al. (2013) van proposar dividir Tyrannidae en 5 famílies. Segons l'ordenament proposat, Polystictus roman en Tyrannidae, en una subfamília Elaeniinae (Cabanis & Heine, 1859-60), en una tribu Elaeniini (Cabanis & Heine, 1859-60), al costat de Elaenia, Tyrannulus, Myiopagis, Suiriri, Capsiempis, part de Phyllomyias, Phaeomyias, Nesotriccus, Pseudelaenia, Mecocerculus leucophrys, Anairetes, Culicivora, Pseudocolopteryx i Serpophaga.
Actualment la majoria d'autoritats taxonòmiques consideren que aquest gènere està format per dues espècies:
- Polystictus pectoralis - tiranet barbat
- Polystictus superciliaris - tiranet dorsigrís